# Tianjun
Tianjun är ett härad i den autonoma prefekturen Haixi i Qinghai-provinsen i västra Kina.
I köpingen Muli, som är belägen i häradet, finns en stor kolgruva som utvinner kol ur Qilianbergen. Enligt Greenpeace riskerar gruvan att kontaminera källorna till den livsviktiga Gula floden.